# Cadlina scabriuscula
Cadlina scabriuscula is een slakkensoort uit de familie van de Cadlinidae. De wetenschappelijke naam van de soort werd voor het eerst geldig gepubliceerd in 1890 door Bergh.